# 塔荷蕾
塔荷蕾（波斯語：‎，纯洁者），也被称作“所有眼睛的安慰”（阿拉伯语：‎），都是法蒂玛·巴拉加尼（1814或1817年—1852年8月16-27日）的称号。她是伊朗的巴比教有影响力的诗人和神学家。她的生平、影响力和殉道使得她成为巴比教的重要人物。她是哈吉·穆拉·萨利赫的女儿，出生于当时最显赫的家族之一。
在她还是少女的时候，她在家受父亲的教育，并且显示出了出色的写作天赋。在她十几岁的时候，与她伯伯的儿子结婚，她的婚姻并不幸福。在19世纪40年代，她开始熟悉谢赫·艾哈迈德的教义，并且开始秘密地与他的继任者赛义德·卡齐姆·拉什提通信。塔荷蕾旅行至什叶派伊斯兰教的圣地卡爾巴拉去会见卡齐姆·拉什提，但在她到达前几天，卡齐姆·拉什提就去世了。1844年，她大约27岁时，她了解到巴孛的教义并接受了他宗教的主张。很快，她就因为热情地传播信仰和“无畏的忠信”同时赢得了声望和恶名。继而她被流放回伊朗，塔荷蕾几乎在任何一个场合都传播巴孛的新信仰。波斯的神职人员开始仇恨她，试图囚禁她以阻止她传教。她终生都与她的家庭抗争，拒绝回归家族的传统信仰。
塔荷蕾最著名的事件可能是她在巴达什特会议中男性聚会的场合下揭开了自己的面纱。她揭开面纱的举动引起了不小的争议，而巴孛给予她“纯洁者”的称号以表明他的支持。她不久后就被拘捕，被软禁在德黑兰。几年后，1852年中，她因为巴比信仰而被秘密处决。她的死被巴比教和巴哈伊文献尊崇为殉道，称为“第一个遭受了殉道的女性”。作为一名杰出的巴比信徒（她是第17名巴孛的门徒，或称“新生字母”），她为巴哈伊信徒所高度尊敬，经常在巴哈伊文献中被当做争取女性权利的榜样。她出生的日期已无法确定，因为她的出生记录已在处决时被销毁。

## 早期生活（出生-1844年）

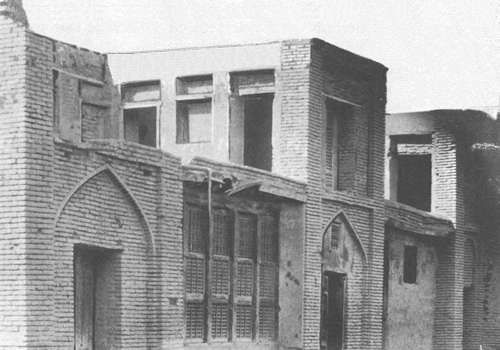
塔荷蕾位于加兹温的故居

塔荷蕾出生于伊朗的加兹温，位于德黑兰附近，取名为法蒂玛·巴拉加尼，是穆拉·穆罕默德·萨利赫·巴拉加尼四个女儿中的长女。穆拉·穆罕默德·萨利赫·巴拉加尼是烏蘇勒派的穆智台希德，因为对古兰经的诠释、对卡爾巴拉悲剧的悼词、执行惩罚的热衷，以及积极反对饮酒而闻名。她母亲出身波斯贵族家庭，其兄弟是加兹温沙阿清真寺的伊玛目。塔荷蕾和她的母亲，以及她的妹妹们都在她父亲于1817年建立的萨利赫伊斯兰学校接受教育，该校有一个女子部门。塔荷蕾的叔叔，穆拉·穆罕默德-塔齐·巴拉加尼也是一位在法特赫-阿里沙·卡扎爾朝廷占有绝对影响力的穆智台希德。由于缺乏当代的证据，她的确切出生日期已经难以考证。历史学家及塔荷蕾的同辈人纳比尔·阿扎姆认为她出生于1817年，而其他人则认为她可能出生于更早的1814年。 而她的孙子则认为是更晚的时候，即1819年，现代的历史学家则认为她生于1815年。守基·阿芬第和威廉·瑟斯使用了1817年，并且其他的作者也同意此说法。根据一位19世纪编年史作者的说法，根据阴历算法，塔荷蕾于她36岁时被杀，这可以佐证守基阿芬第的看法。在采访了塔荷蕾家族，及她同辈人的家族，以及关于她生平的文献后，玛莎·鲁特认为最精确的出生时间应该在1817-1819年之间。 许多文章和书籍都争论过这些意见，但没有任何证据能得出最终结论。
巴拉加尼家族的兄弟从加兹温附近一个偏僻的村子迁居到城市，他们在伊斯兰教学校里获得了不少收入。他们很快在波斯沙阿的朝廷里升为高位的神职人员，甚至在加兹温运作宗教部门。 巴拉加尼家族的兄弟还参与了不少商业活动，积累了大量的财产和皇家的宠幸。她父亲本人就是一个受人尊敬的重要神职人员，而她的伯伯则娶了君主的女儿。塔荷蕾的两个叔叔没有像他们两个兄长那么显赫，但也在朝廷里有相当分量的权力。她的婶婶在皇家中是个著名的女诗人和书法家，并且“用她美丽的手”誊写朝廷法令。在她出生时，巴拉加尼家族是波斯最受尊敬和权力最大的家族之一。

### 教育
相对于与她同时代的女孩，塔荷蕾受到了相当好的教育。识字的女人本身就已经很罕见了，而她父亲更令人惊异地决定打破常规，亲自教育她的女儿。尽管仍然生活在一个宗教教规严格的家庭，塔荷蕾接受了神学、教法学、波斯文学和诗歌方面的教育。她被允许从事伊斯兰教研究，因为她能够背诵古兰经、掌握难以理解的教法。据说她父亲曾感叹说她如果是个儿子就好了。据说塔荷蕾的造诣超过了她父亲的男学生，进一步向她父亲证明了她的文学才能。她的父亲甚至允许她听他给男学生讲的课，条件是她要坐在帘子后面不让其他人知道她在场。她父亲爱称她为“Zarrín Táj”（皇冠上的金子）。
在父亲和伯伯的教育下，年轻的塔荷蕾得以对神学和教育的内容比同时代的人有更好的掌握。人们期望女孩子们温顺寡言，很多人不愿意让他们的女儿接受这样或那样的教育。她的父亲本人就是一个作家，他的作品赞美了伊玛目侯赛因的殉道，评论波斯文学。据说他跟他的哥哥不同，他花在学术上的时间超过了朝廷的事物。阿玛纳特评论说，塔荷蕾还因为能够解释古兰经节段深奥的含义而著称。她在加兹温接受的教育在她人生的后来节段也得到了印证，她激励启迪了很多她社会圈子中的妇女，也对把她本人推向更激进的谢赫派和巴比教教义观点起到了一定的作用。
对见过她的人而言，塔荷蕾有强大的外表和人格魅力，人们广泛地称赞她的美貌。与她同时期的和当代的历史学家都称赞过她难得的美貌。有一位朝臣赞美她说她有一张“月亮般的脸庞” 和“麝香般的头发”， 而她父亲的一位学生则感叹一位如此美貌的女人怎能又这样富有智慧。 历史学家纳比尔·阿扎姆则记述她有“最高程度的美貌”， 寇松侯爵写道：“美貌的人和女性也为新信仰和英雄主义风险了自身……这位可爱但薄命的加兹温女诗人“英国教授爱德华·格兰维尔·布朗曾与许多塔荷蕾的同代人交流过，他说她因“神奇的美貌”而闻名。沙阿的奥地利医生雅各布·爱德华·波拉克也曾称赞过她的美貌。阿博都巴哈和巴希耶·哈努姆曾在多处谈话和著作中提到过她的美丽。塔荷蕾父亲对她的教育使得她成为了一个相当虔诚的人，并且在她后来的人生中一直保持如此。并且她还相当求知若渴，花费了大量时间阅读和写作宗教及其他文献。她正式的教育在她13或14岁时结束了，她父亲要求她同意一桩他和她伯伯安排的订婚。

### 婚姻和发展

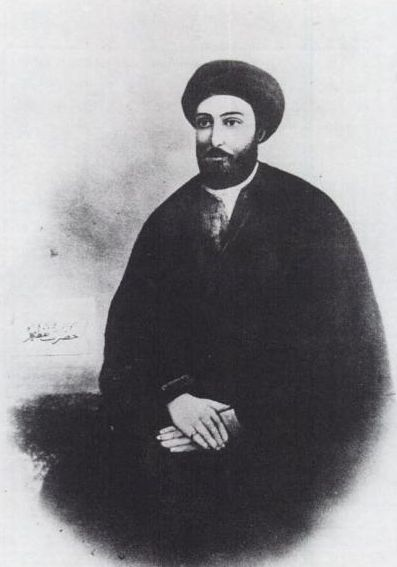
赛义德·卡齐姆·拉什提

尽管塔荷蕾表现出自己是个相当有才华的作家和诗人，她还是被迫屈从于家族的压力，在14岁时嫁给他的堂哥穆罕默德·巴拉加尼。他们的婚姻诞生了三个孩子，两个儿子：易卜拉欣和伊斯玛仪，以及一个女儿。然而，这段婚姻从一开始就不幸福，穆罕默德似乎并不愿意他的妻子继续自己的文学追求。在加兹温，塔荷蕾因为她的美貌闻名，因她的知识而受尊敬，然而后者却并不是人们期望一个女儿和妻子应具备的品质。后来她的丈夫成为了主麻拜的领拜。她的两个儿子在她死后逃离了他们的父亲，去了納杰夫和德黑兰，她的女儿在她死后不久也死了。塔荷蕾就是在她堂哥的家里认识了在伊拉克的圣城中兴起的谢赫运动的领导者，并且与他们开始通信， 其中包括赛义德·卡齐姆。
塔荷蕾是在她表兄Javad Valiyani家的书房里初次了解到激进的谢赫派教义的。最初她的表兄不愿让她阅读谢赫派的文献，因为她的父亲和伯伯是谢赫运动激烈的反对者。然而塔荷蕾被谢赫派的教义深深地吸引了，并和赛义德·卡齐姆时常书信往来，探讨神学问题。赛义德·卡齐姆为她的热忱深感欣慰，也为他在权势强大的巴拉加尼家族有一位支持者而高兴。他在给她的信中称她为他“眼睛的安慰”（"Qurat-ul-Ayn"）以及“我心的灵魂”。起初，塔荷蕾对她的家族隐瞒了自己的新信仰。然而，随着她新建立起来的信心增长，她发现越来越难以屈从家族严格的宗教教条，而开始公开与他们对抗。他们之间的宗教对抗使得塔荷蕾请求她父亲、伯伯和丈夫允许她到伊拉克的卡尔巴拉去朝圣。1843年，她大约26岁时，离开了她的丈夫，与她的妹妹一道在卡尔巴拉旅居。然而她朝圣的真正目的是去会见她的导师，赛义德·卡齐姆。令她失望的是，在她到达之前，赛义德·卡齐姆就已经去世了。在赛义德·卡齐姆遗孀的允许下，她住在他家，继续在帘子后面向他的追随者传授新信仰。
在卡尔巴拉，塔荷蕾在教导赛义德·卡齐姆的学生，他的遗孀允许她阅读许多赛义德·卡齐姆未出版的著作。她还和许多赛义德·卡齐姆家族其他的妇女建立了联系。 但是她还是被要求遵照习俗，坐在帘子后面教导学生，因为在妇女在公众场合露脸被认为是很不雅观的。妇女在一群男人中间出现也被认为是不合时宜的，更不用说是在教书了，所以她的行为在卡尔巴拉造成了不小的议论。尽管如此，她还是获得了广泛的支持，其中包括许多妇女，如 Kurshid Bagum（后来成为了Núrayn-i-Nayyirayn[殉道者之王]的妻子）和穆拉·侯赛因的姐妹。另一位著名的支持者是Kazim-i-Samandar的母亲。她的教义在男性的神职人员中遭到了抵制，其他男性的谢赫派成员要求她去卡迪米亚回避一段时间。

### 皈依
1844年，她通过通信，发现并接受了设拉子的阿里·穆罕默德（即巴孛）为马赫迪。她即成为了巴孛的第17位门徒，即“新生字母”，并迅速成为他最为著名的信徒之一。 塔荷蕾请求她的妹夫给巴孛送了一份口信：“祢脸庞的光辉照向我们，祢面容的光亮升到至高。祢问，‘难道我不是你们的主？’‘祢是，祢是！’我们应声而道。”作为第一批门徒中的唯一一位女性，她经常被比作抹大拉的馬利亞，后者类似的，也常被称作塔荷蕾在基督教中先驱者。.与其他新生字母不同，塔荷蕾从未亲自见过巴孛。她继续住在赛义德·卡齐姆的家中，开始传播巴孛的新信仰——巴比教，吸引了许多谢赫派教徒来到卡尔巴拉。英国的东方学家爱德华·格兰维尔·布朗形容塔荷蕾是：“出现像塔荷蕾这样的女性，在任何国家、任何时代都是很罕见的，但在波斯这样的国家，她就是个奇才——不，简直就是神迹。跟她惊为天人的美貌一样，她罕见的智识，热切的辩才，无畏的忠信和荣耀的殉道，使得她在她国家的女性之中无以匹敌和永垂不朽。即使巴孛的宗教其他任何一点都不伟大，这点就足够了——诞生了像塔荷蕾这样的女英雄。”

## 作为巴比教徒（1844–1848）
在伊拉克的卡尔巴拉时，塔荷蕾继续传教。当一些什叶派教士抱怨她的行为后，政府命令她迁至巴格达，她住在巴格达的穆夫提Shaykh Mahmud Alusi家中。穆夫提为她的忠信和智识深深打动。塔荷蕾出发去巴格达时，被人用石头投掷，在那里，她开始在公共场合演说，传播新信仰，与什叶派教士挑战辩论。塔荷蕾的行为在当时看来是不合时宜的，尤其是她有如此显赫的家族背景，所以教士阶层对她有敌意。尽管如此，很多妇女仰慕她的演说，她赢得了一大群女性支持者。后来某个时间，巴格达当局争辩说，因为塔荷蕾是波斯人，所以她的案子应该在波斯审理。1847年，在奥斯曼帝国当局的命令下，她和一群巴比教徒被引渡到波斯边境。
美国人玛莎·鲁特描写过塔荷蕾：“在你脑中描绘一位伊朗最美的年轻女子，一位天才，诗人，古兰经及其传统的最博学的学者，想想她是法学家族的女儿，所在省最高教士的女儿，富有，享有极高的地位，生活在如画的宫殿里，而区别她和她……朋友的，是她无限的、难以计量的勇气。在你的脑中描绘，这对这个年轻女子意味着什么，在她仅仅二十多岁的时候，就挺身起来，成了巴孛的第一个女门徒。”

### 诗作
在她皈依巴比教后，塔荷蕾的诗作大量地涌现。在大多数作品中，她描写了自己如何渴望见到巴孛。她的诗作显示了她对波斯和阿拉伯文学有相当程度的了解，这在19世纪中叶的伊朗女性中是很罕见的。塔荷蕾最著名的诗作名为“Point by Point”。虽然这首诗由其署名，并被普遍被认为是其代表作，但是，Mohit Tabátabá'i认为这首诗是在更早的时期由其他人所创作，虽然他没有提出相关证据支持。在塔荷蕾被杀害时，对她有敌意的家庭成员销毁了她的剩余创作，但是其他的诗则传遍整个伊朗。一般认为，塔荷蕾对将其书出版的兴趣不大。阿博都巴哈回忆他5岁的时候，曾谈到塔荷蕾曾用其动听的声音向他吟诵诗歌。爱德华·格兰维尔·布朗从巴比教、巴哈伊信仰、及阿扎尔派的经典中收集了塔荷蕾的创作，并将其收录在他的书--《波斯一年记》中出版。
最近，一些学者声称新发现了一些塔荷蕾的诗，虽然关于这些诗的作者也并非完全没有争议。

### 返回伊朗
在塔荷蕾回加茲溫的途中，她公开传导巴比教。在克尔曼沙赫停留时，她与当地的知名教士Aqa `Abdu'llah-i-Bihbihani进行了辩论。Aqa `Abdu'llah-i-Bihbihani为此给塔荷蕾的父亲写信，要求她的家人将其带离克尔曼沙赫。后来塔荷蕾去了为薩赫內的小镇，并在后来到达了哈马丹。在哈马丹她见到被派来将其带回加茲溫的家人。在当地发表一次关于巴孛的公开演讲后，塔荷蕾同意跟随她的家人回家。塔荷蕾的父亲和叔叔极其反对她行为，认为这使其家族蒙羞。1847年，在回到加茲溫的途中，塔荷蕾因为宗教原因拒绝和她的丈夫一起生活，而是留在兄长身边。

### 到达加茲溫及逃往德黑兰
在回到家后，塔荷蕾的叔叔和父亲极力劝说她放弃巴比信仰但是塔荷蕾坚持她的信仰，并提出关于巴孛身份的宗教证明。几周后，她的丈夫和她离婚。 她的叔叔穆罕默德·塔基·巴拉加尼公开谴责她的侄女。这些情况在加茲溫引起了很大的争议，并进一步使巴拉加尼家族混乱。与此同时，有一些为贬损她的地位并摧毁她的名声的而编造的，关于塔荷蕾的不道德行为的传言在当地的法庭流传。一位卡尔扎王朝的史学家写道，他因塔荷蕾的美丽而晕眩，并将塔荷蕾的身体描述为“天堂中的孔雀”。他还写道，塔荷蕾有9位丈夫（后来变成90位），并和流浪的巴比教徒有非同寻常的关系。
这些谣言破话了巴拉加尼家族名声，塔荷蕾在给其父亲的信中说这些完全是谎言。她的父亲据说相信女儿的贞洁，并对女儿始终保有良好的映像。在经历了加茲溫的教士的诽谤和辱骂后，塔荷蕾的父亲退休并在卡尔巴拉居住，直到1866年去世。她的父亲可能对这些谣言不以为然，但是她的叔叔穆拉·穆罕默德·塔基·巴拉加尼则对巴孛充满恐惧和愤慨，他认为巴孛应为败坏她家庭的名声而负责。
塔荷蕾在加茲溫时，她的叔叔穆拉·穆罕默德·塔基·巴拉加尼被杀害了，塔荷蕾的前夫认为塔荷蕾应为此负责，甚至在她否认与此事有关后依然坚持此看法。因为巴拉加尼长久以来就站在谢赫·艾哈迈德的对立面。甚至，在塔荷蕾在在加茲溫停留时，巴拉加尼也进行了一系列对巴孛与其追随者的攻击。所以，虽然没有确凿的证据证明凶手的身份，也没有任何证据证明他们在塔荷蕾参与其中，当局依然逮捕了塔荷蕾。在经塔荷蕾的有一定地位的父亲说清后，当局没有处死塔荷蕾，而是将其软禁在家。塔荷蕾的的父亲将她关在地窖里，并命令女仆监视塔荷蕾。虽然玛莎·鲁特认为此种残酷行为是因为塔荷蕾家庭守旧的思想，但也有观点认为这是出于对她的安全的担心。塔荷蕾的父亲确信女儿是无辜的。而塔荷蕾的前夫却猛烈的攻击她，并要求对她谋杀叔叔的行为进行审判。塔荷蕾的父亲对此表示明确拒绝，并称塔荷蕾绝不会离开家。尽管如此，当局强行逮捕了塔荷蕾，且同时逮捕了她的一个女佣，并希望她能出庭指证塔荷蕾。
在这场审判中，塔荷蕾接受关于她谋杀叔叔行为的无休止的审问，但是她否认她和此事有任何关系。为了使她屈服，塔荷蕾被以烙刑相威胁，就像他们对待塔希莉的女佣那样。而塔荷蕾的女佣在折磨下，几乎同意去取得相关证据。而在此时，凶手供认了罪行。塔荷蕾因此，回到了她父亲的家。虽然她的身份还是一个囚犯，并依然处于严密监视下。

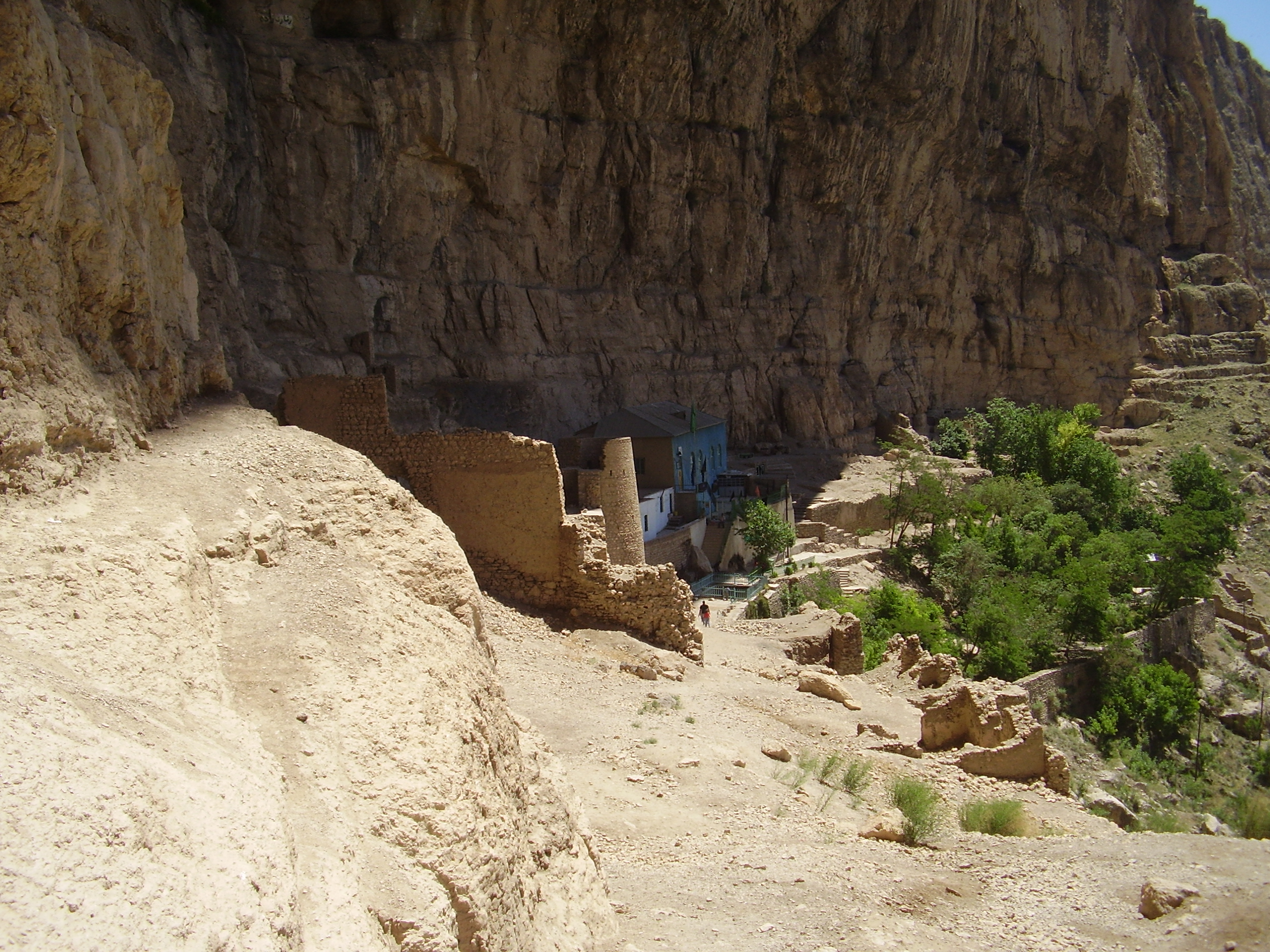
关押巴孛的马库城堡

这些指控使塔荷蕾的生命一直处于危险中。巴哈欧拉帮助她逃脱至德黑兰。塔荷蕾在巴哈欧拉的家中停留，居住在巴哈欧拉的妻子的起居室。巴哈欧拉的妻子在塔荷蕾躲藏于她家期间一直对她悉心照料。也就是这里，塔荷蕾第一次见到了阿博都巴哈，并非常喜欢这个3、4岁的男孩。塔荷蕾曾想巴哈欧拉询问她能否前往马库去朝见当时仍是一名囚犯的巴孛，而巴哈欧拉解释了这场旅行的不可能性。

### 巴达什特会议
1948年6月至7月，巴比运动一些领导人在巴达什特的一个村庄举行会议，会议由巴哈欧拉组织并资助。此次会议是巴比运动出现在公众面前的肇始。
有观点认为，巴达什特会议一方面宣告了巴比运动与伊斯兰教的彻底决裂，另一方面，与会者试图找到一个从奇赫里特解救巴孛的方式，
而提出武力反抗以营救巴孛与与伊斯兰教决裂的概念的人就是塔荷蕾。也有观点认为，毫无疑问，巴比运动领导人本已有武装反抗的计划。无论如何，塔荷蕾提出的动议似乎超过了很多巴比运动领导人预料。
巴比信徒因对与伊斯兰彻底决裂的观点的意见的不同而分成两派。以塔荷蕾为代表的一方认为巴比运动应与伊斯兰教的彻底决裂，而以库杜斯为代表的一方认为对此应更谨慎。作为一种象征，塔荷蕾在某次有男性在场的会议的中揭开了自己的面纱。在另一次会议上，她则当众挥动了剑。揭开面纱的行为在出席者中造成了轰动与惊愕。因为在此之前，很多人将塔荷蕾视为纯洁的化身与先知穆罕默德之女法蒂玛的精神再现。塔荷蕾揭开面纱时，许多人惊恐地尖叫，其中有一人甚至因害怕而割破自己的喉咙。紧接着，塔荷蕾起身并作了一个关于与伊斯兰教决裂的演讲。她引用古兰经，“的確，敬畏者們是處於天堂、河渠中的，在真實的場合中，在大能而有權的主宰那裏。她说，她将会在审判日说出“卡齐姆”一词。 
这次揭开面纱的行为引起了很大的争论，甚至导致一些巴比信徒放弃他们的新信仰。
巴达什特会议被认为象征着伊斯兰教法被巴比律法所取代。当时，揭开面纱的行为引起了一些伊斯兰教士，甚至包括一些天主教传教士的谴责，他们认为此种行为是不道德的。巴孛则通过对塔荷蕾的地位的支持与对巴哈欧拉在会议中给予她“纯洁者”的称号的赞赏，对那些谴责塔荷蕾的人作出了回应。 现代女性学者评论道，这是从当时到如今女性领导人和作家受到的普遍谴责。阿扎尔·纳菲西说“今天的伊斯兰政权……面对反叛者的恐惧与脆弱，不仅仅是政治上的，而且是存在主义的”。

## 监禁与处决 (1848–1852)

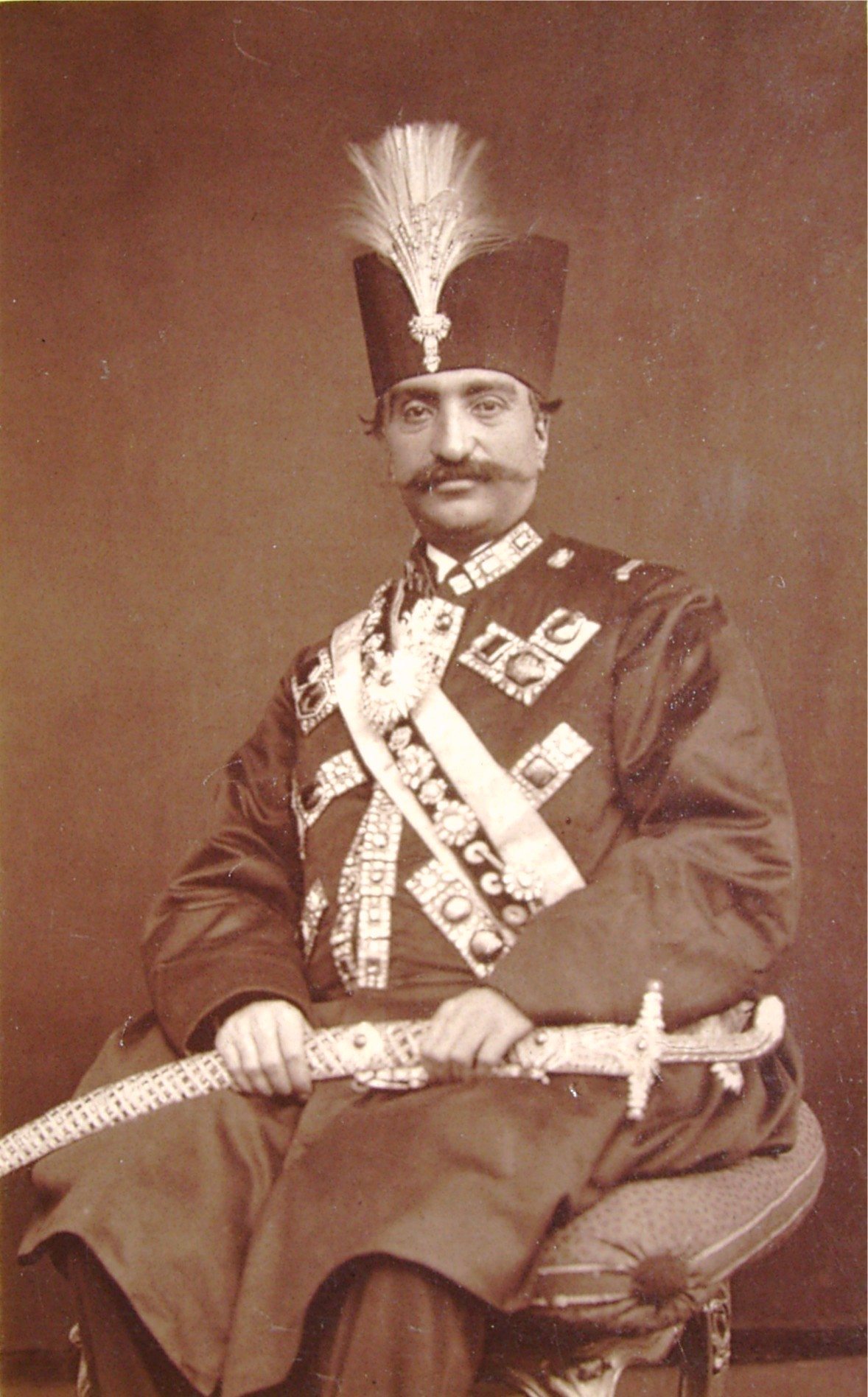
波斯国王納賽爾丁·沙

在巴达什特会议后，塔荷蕾和库杜斯一起前往馬贊德蘭省，并在那里他们分开。在馬贊德蘭省他们收到了侵扰，关于受到侵扰的原因，存在不同的记录。有记录认为是因为他们在同一个旅馆停留，并使用同一个公共浴室，另一种记录认为，侵扰他们的是反巴比运动人士。在他们到达巴尔福鲁什后，他们受到了一些巴比教信徒的保护。
时隔没多久，塔荷蕾被捕了，并被软禁在德黑兰的马哈茂德汗的家中。在那里，她赢得了当地妇女的尊敬，很多人都去拜访她。塔希里似乎也受到马茂德汗和他的家人的尊敬。这也是她在西方报纸上的首次曝光。

### 出庭
随后，塔荷蕾被押往德黑兰。在德黑兰出庭的时候，納賽爾丁·沙见到了塔荷蕾。据说納賽爾丁·沙这这样评价塔荷蕾，“我喜爱她的容貌，就让她去吧。因此，塔荷蕾被带回了马哈茂德汗的家里。不久，塔荷蕾收到了納賽爾丁·沙给她的信，信中说她应放弃对巴孛的信仰，并表示如果塔荷蕾这样做了，则会在他的后宫中拥有显赫的地位。塔荷蕾通过一首诗拒绝了納賽爾丁·沙的追求。据说，沙阿被塔荷蕾的智慧所吸引，并要求不要处理塔荷蕾，但是塔荷蕾依然继续被软禁。在塔荷蕾被处决之前，她再次被带到沙阿面前被要求放弃信仰。此后四年，塔荷蕾一直是囚犯身份。

### 最终的审判
塔荷蕾虽然是囚犯身份，但她拥有相对的自由，所以在马哈茂德汗的家中依然继续传导信仰。她公开谴责了一夫多妻制，谴责了关于面纱的传统和其他加之于女性身上的限制。这些言论使塔荷蕾更有影响力，很多女性慕名前来拜访，包括已该宗巴孛的卡扎尔王朝的公主。但是，神职人员和法庭成员对她日益增长的影响力感到恐惧，他们召集了七次会议试图说服塔荷蕾放弃对巴孛的信仰。然而，塔荷蕾在会议上提出了关于巴孛圣道的宗教“证据“，并在最后一次会议上喊道：“你们何时才能睁开眼，朝着真理的太阳？”她的行为使与会者感到震惊并认为塔荷蕾作为女人如此作为很不恰当。
最后一次会议结束后，与会者开始撰写谴责塔荷蕾为异端的文书，并在其中表达她应被判处死刑。塔荷蕾被囚禁于市长家中的一间房。祈祷、冥想和斋戒的伴随了她的最后时光。她对市长的妻子说：“不要难过，我的殉道之日快到了。”

### 处决

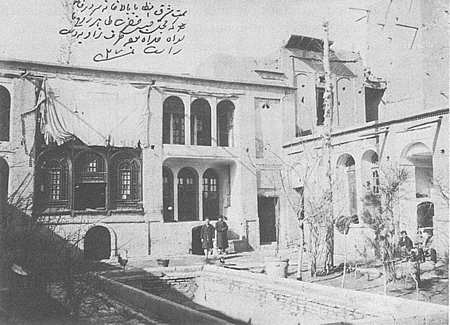
关押塔荷蕾的监狱

在巴孛被处决的两年后，三名巴比信徒试图在納賽爾丁·沙狩猎结束回宫殿时刺杀。不久之后，塔荷蕾被告知她在短期内会被处决。塔荷蕾亲吻了信使的手，换上婚纱、喷洒香水，并进行了祈祷。塔荷蕾请求马哈茂德汗的妻子让她独处一会，以便平静的进行祈祷。塔荷蕾给了马哈茂德汗的幼子一条丝绸手帕，希望在自己被处决的时候使用。
在某个深夜，塔荷蕾被秘密带到德黑兰附近的伊尔哈尼花园，用自己的面纱被勒死。她的尸体被丢弃在一个浅井，并在上面以石头覆盖。一个后来成为巴哈伊信徒的知名的巴比历史学者根据一名军官妻子的回忆记录道，处决塔荷蕾的是一个醉酒的政府官员，用她为自己殉道准备的面纱勒死。她在行刑前的最后言论非常知名：“你可以如你所想的尽快处决我，但是你不能阻止妇女的解放。“塔荷蕾被处决时三十五岁，是三个孩子的母亲。沙阿的医生Jakob Eduard Polak阿博都巴哈这样称赞塔荷蕾，“贞洁和神圣的塔荷蕾是超凡脱俗之美的象征和徽志，是上帝之爱的火热名号，也是祂恩惠的明灯。1853年10月13日《时代杂志》报道了塔荷蕾的死亡，形容她为巴孛的副手。

## 遗产
塔荷蕾不仅被认为是巴比教重要的女性，也是巴比运动发展过程中重要的人物。塔荷蕾超越了她所在时代加之于妇女身上的种种限制，是一个性鲜明的形象，他的行为导致巴比运动被更广泛的被注意到。塔荷蕾创作大量关于巴比教的文章，其中包括十几本重要著作和十几封私人信件。此外，被认为由其所作的诗约50首，这些诗在波斯文化中具有高度影响力。
除了因作为巴哈伊信仰中重要女性形象的为人所知外，塔荷蕾在巴哈伊社群之外也具有一定影响力。因为她的经历激励了其后的女权主义者。知名伊朗学者和作家阿扎尔·纳菲西评价在谈到塔荷蕾的影响力说道,“首先揭露并质疑其政治和宗教传统的是一名生活在19世纪初的名为塔荷蕾的女性……而我们如今所做的，皆为她所为之延续。沙努什·帕西普尔在列举启发她的女性作家时亦提及塔荷蕾。位于阿塞拜疆的巴库国立大学教授阿泽·贾法罗夫说：“她关于妇女解放的呼吁不仅影响了现代文学，更对公众意识产生了深刻的影响。
1913年1月2日，塔荷蕾在西方媒体中首次出现。当时巴哈伊信仰的核心阿博都巴哈就女性參政權问题向女性自由联盟发表了演讲。他在演讲中提及了塔荷蕾，并因此被记录在其后出版的报道中。